# Thomas Ypsilantis
Thomas (Tom) John Ypsilantis (Salt Lake City, 24 de junho de 1928 — Genebra, 16 de agosto de 2000) foi um físico estadunidense.
É conhecido por ser co-descobridor do antipróton, juntamente com Owen Chamberlain, Emilio Gino Segrè e Clyde Wiegand. Sua área de pesquisa foi a construção de detectores para uso em física de partículas. Trabalhou durante muito tempo no CERN.